# TV Paprika
TV Paprika – węgierski kanał telewizyjny o tematyce gastronomicznej. Należy do nadawcy AMC Networks Central Europe. Kanał jest także dostępny na Słowacji i w Czechach (w języku czeskim) oraz w Rumunii.